# Аржеліко Фукс
Аржеліко Фукс (порт. Argel Fucks, нар. 4 вересня 1974; Санта-Роза, Ріу-Гранді-ду-Сул, Бразилія) — бразильський футболіст, що грав на позиції захисника. По завершенні ігрової кар'єри — тренер. З 2016 року очолює тренерський штаб команди «Віторія» (Салвадор).
Виступав, зокрема, за клуб «Бенфіка», а також національну збірну Бразилії.
Володар Кубка Бразилії. Чемпіон Португалії. Володар Кубка КОНМЕБОЛ. 

## Клубна кар'єра
У дорослому футболі дебютував 1992 року виступами за команду клубу «Інтернасьйонал», в якій провів три сезони, взявши участь у 42 матчах чемпіонату. 
Згодом з 1995 по 2000 рік грав у складі команд клубів «Верді Кавасакі», «Сантус», «Порту» та «Палмейрас». Протягом цих років виборов титул чемпіона Португалії, ставав володарем Кубка КОНМЕБОЛ.
Своєю грою за останню команду привернув увагу представників тренерського штабу клубу «Бенфіка», до складу якого приєднався 2001 року. Відіграв за лісабонський клуб наступні чотири сезони своєї ігрової кар'єри. Більшість часу, проведеного у складі «Бенфіки», був основним гравцем захисту команди.
Протягом 2005—2006 років захищав кольори клубів «Расінг», «Крузейру» та «Улбра».
Завершив професійну ігрову кар'єру в китайському «Ханчжоу Грінтаун», за команду якого виступав протягом 2007 року.

## Виступи за збірні

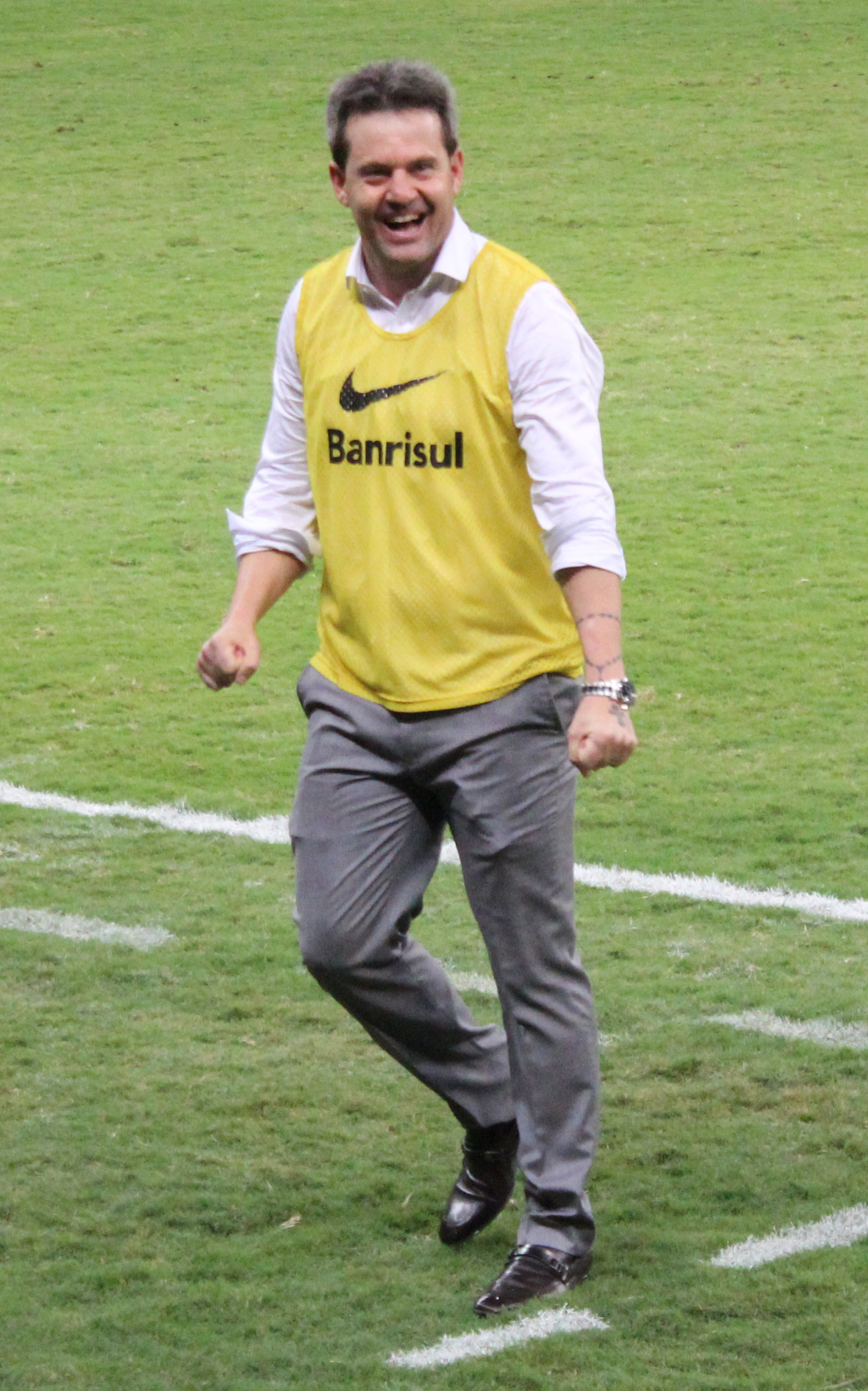
Аржеліко Фукс. 2016 рік

1991 року дебютував у складі юнацької збірної Бразилії, взяв участь у 4 іграх на юнацькому рівні, відзначившись одним забитим голом.
1993 року залучався до складу молодіжної збірної Бразилії. На молодіжному рівні зіграв у 2 офіційних матчах.
1995 року провів свій єдиний офіційний матч у складі національної збірної Бразилії.

## Тренерська кар'єра
Розпочав тренерську кар'єру невдовзі по завершенні кар'єри гравця, 2008 року, очоливши тренерський штаб клубу «Можі-Мірім», де пропрацював один рік.
2011 року став головним тренером команди «Гуарані» (Кампінас), тренував команду з Кампінаса також лише один рік.
Згодом протягом 2015–2016 років очолював тренерський штаб клубу «Інтернасьйонал».
Протягом тренерської кар'єри також встиг попрацювати з командами клубів «Гуаратінгета», «Кашіас», «Кампіненсе», «Сао Йозе (рс)», «Крісіума», «Ботафогу Сан-Паулу», «Бразильєнсе», «Жоїнвіль», «Фігейренсе» та «Португеза Деспортос».
2016 року очолив тренерський штаб команди «Віторія» (Салвадор).

## Титули і досягнення

### Як гравця
- Володар Кубка Бразилії (1):

«Інтернасьйонал»:  1992
- Чемпіонат штату Ріу-Гранді-ду-Сул (2):

«Інтернасьйонал»: 1992, 1994
- Чемпіон Португалії (2):

«Порту»:  1998-99
«Бенфіка»:  2004-05
- Володар Кубка Португалії (2):

«Порту»:  1999-2000
«Бенфіка»:  2003-04
- Володар Суперкубка Португалії (1):

«Порту»:  2000
- Володар Кубка КОНМЕБОЛ (1):

«Сантус»:  1998
- Чемпіон світу (U-20): 1993
- Чемпіон Південної Америки (U-17): 1991
- Чемпіон Південної Америки (U-20): 1992